# Латроб, Бенджамин Генри
Бенджамин Генри Латроб (англ. Benjamin Henry Boneval Latrobe; 1 мая 1764, Фулнек, Йоркшир, Англия, Британская империя — 3 сентября 1820, Новый Орлеан, Луизиана, США) — английский и американский архитектор и инженер, основоположник неоклассического и неоготического стилей в американской архитектуре.

## Биография
Родился в 1764 году в городке Фулнек, пригороде Лидса, в английском графстве Йоркшир.
В 1776 году отправился на учёбу в Силезию, в те времена провинцию Пруссии. Окончив Моравский колледж в Ниски (Саксония), много путешествовал по Франции и Италии, изучая новейшую европейскую архитектуру. Учился архитектуре и инженерному проектированию в Берлинской строительной академии у Генриха Августа Риделя. Спустя 10 лет вернулся в Англию и стал работать архитектором, вначале под руководством инженера Джона Ситона, позднее — у архитектора Чарльза Роберта Кокерелла.
В 1790 году Латроб начал собственную практику, построив в Сассексе Хаммервудхаус — домик, архитектура которого отличалась комбинированием простых геометрических форм с классическими деталями. В 1795 году, после смерти жены, эмигрировал в США. Его первой серьёзной работой в Америке стал исправительный дом в Ричмонде (штат Виргиния, 1797—1798, снесён в 1927), после чего он занялся проектировкой жилых домов в Ричмонде и Норфолке. В 1798 году Латроб переехал в Филадельфию, где получил заказ на проектирование здания банка Пенсильвании. В наши дни это здание считается первым памятником «греческого возрождения» на американской земле; в своё время его ионические портики вызвали целую волну бесчисленных подражаний. Но Латроб не ограничивался одним-единственным стилем. Примером тому служит дом Седжлихаус: построенный в то же время, он рассматривается в качестве первого на территории США архитектурного сооружения в стиле готического возрождения.
В 1803 году президент Томас Джефферсон назначил Латроба на должность инспектора общественных зданий в США и Архитектора Капитолия. В этой должности архитектор получил задание завершить строительство вашингтонского Капитолия. Во время англо-американской войны в 1814 году Капитолий был сожжён британскими войсками, что побудило президента Мэдисона вновь назначить Латроба архитектором Капитолия и провести ремонт. Впоследствии у него были не менее замечательные проекты: кафедральный собор в Балтиморе (строительство начато в 1805), здание балтиморской биржи (1820) и др. Работы Латроба отличают оригинальная планировка и прекрасные пропорции, сочетание гладкой поверхности стен с тонко проработанными деталями, выполненными преимущественно в виде древнегреческих мотивов. Латроб, по сути, предопределил развитие американской архитектуры, многие его называют родоначальником неоклассического стиля в архитектуре США.
Латроб также был активен и как инженер, особенно в проектировании водных сооружений. Он установил высокие стандарты дизайна и технической мысли, на которые потом равнялись известные его ученики — Роберт Миллс и Уильям Стрикленд. Наиболее изощрённые его проекты, как то двигатели, пароходы и тому подобное, вконец его разорили. Однажды, инспектируя строительство своих водопроводных сооружений для Нового Орлеана, Латроб заразился жёлтой лихорадкой, от которой и скончался 3 сентября 1820 года.

## Главные проекты
В 1798 году Латроб спроектировал Пенсильванский банк (англ. Bank of Pennsylvania) в Филадельфии. Здание банка, по решению архитектора, было декорировано ионическим ордером, облицовано мрамором, увенчано каменным куполом с фонарём, а передний и задний фасады были обрамлены греко-ионическим портиком. Здание просуществовало более полувека и было снесено в 1867 году.
Также в 1798 году Латроб спроектировал в Филадельфии здание водонапорной станции (англ. The Centre Square Water Works), предназначенной для переработки речной воды в питьевую. Станция, расположенная на центральной площади города, была выполнена в неоклассическом стиле. Согласно плану, вода должна была закачиваться в бак на верхнем этаже, а затем под действием силы тяжести по деревянным трубам распределяться по всему городу. Станция была построена за три года, потом функционировала в течение десяти лет. Позднее водонапорная станция была заменена более совершенным сооружением, а её здание использовалось только в качестве бака-распределителя. Так продолжалось до 1829 года, когда станция была снесена.

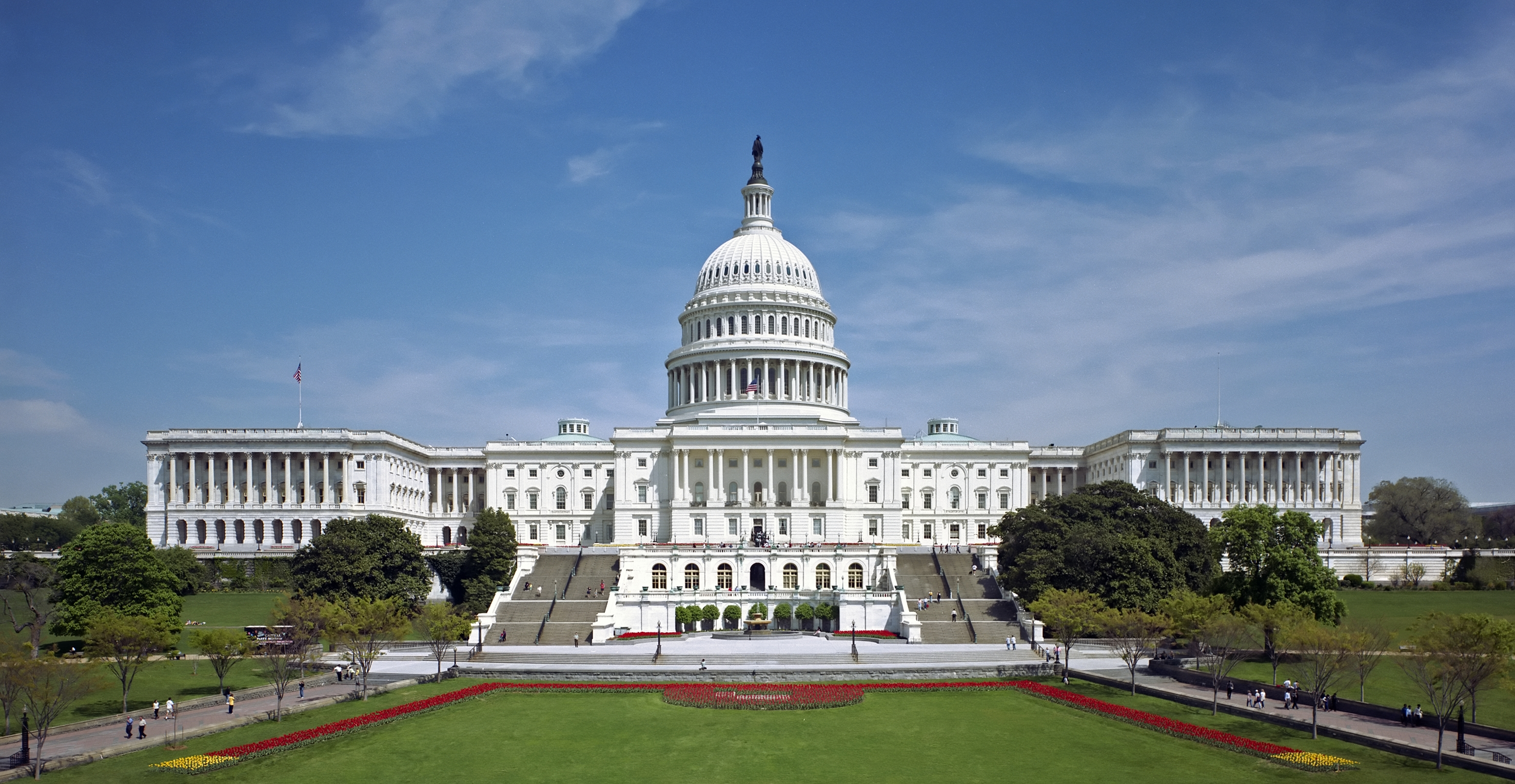
Капитолий (Вашингтон)

В 1791 году, по просьбе президента США Джорджа Вашингтона, французский архитектор Пьер Ланфан выбрал участок — Капитолийский холм — для строительства будущего Капитолия (The United States Capitol). Был объявлен тендер на лучший проект, однако ни один из них не устроил президента. Спустя месяцы был утверждён проект англо-американского архитектора Уильяма Торнтона, и в 1793 году президент заложил в основание здания первый камень. Но строительство Капитолия затягивалось, и к 1800 году было готово лишь северное крыло с куполом. В 1803 уже новый президент Томас Джефферсон назначил новым архитектором проекта Бенджамина Латроба; под руководством последнего возводится южное крыло. В 1814 году Капитолий был сожжён англичанами, но впоследствии в кратчайшие сроки восстановлен. В 1817 Латроба уволили с должности архитектора Капитолия из-за неуживчивого характера. В это время белое здание Капитолия, возведённое в неоклассическом стиле, состояло из двух крыльев, соединённых деревянной галереей.
В 1804 году Латроб разработал Парадные ворота Вашингтонской военной верфи (Latrobe Gate, Washington Navy Yard), исполненные в викторианском стиле. Трёхэтажное здание было построено из выкрашенного в белый цвет кирпича. Главным украшением северного фасада здания стали греческие колонны дорического ордера. Южный фасад был дополнен большой полукруглой аркой высотой более 3,5 м. Над центральной частью переднего фасада был расположен треугольный фронтон, по бокам которого размещены две небольшие квадратные башни. Рустованный северный фасад здания разделён пилястрами — вертикальными выступами стены. Позже, в 1880 году, в конструкцию здания внесли существенные изменения.

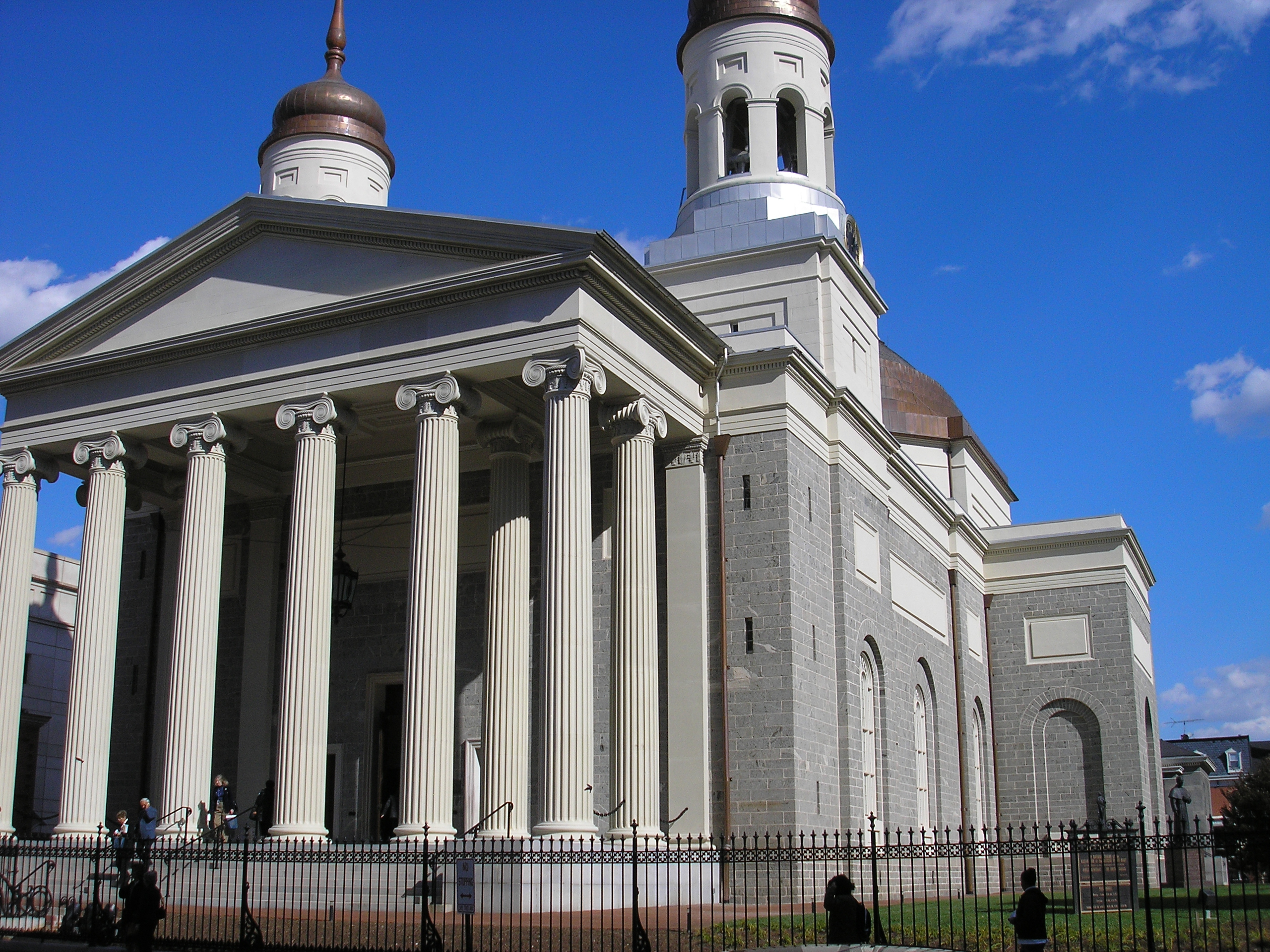
Базилика Успения Пресвятой Девы Марии в Балтиморе

В 1806 году Латроб спроектировал первый в США католический кафедральный собор, выполненный в неоклассическом стиле, — Базилику Успения Пресвятой Девы Марии в Балтиморе (The Baltimore Basilica). Здание отличают элегантный фасад, ионические колонны и греческие портики, обрамляющие базилику. А 24 световых люка, спрятанных внутри парящего купола и незаметных с внешней стороны базилики, в дневное время щедро наполняют светом интерьер собора. В те времена всё это олицетворяло классические идеалы, вдохновлявшие молодую республику.
В 1815 году Латроб спроектировал епископальную церковь в Вашингтоне, на площади Лафайет. Здание церкви имеет форму греческого равностороннего креста, выполнено из кирпича, покрытого штукатуркой, увенчано куполом. Позже, в 1820, к зданию были добавлены башни и портик.